# HEN (manga)
HEN è un seinen manga creato da Hiroya Oku. Letteralmente, "HEN" (変?) vuol dire "strano" ed è proprio all'insegna della stranezza che si sviluppa la trama di questo manga, dalle sfumature tanto yuri quanto yaoi, oltre ad un disegno che presenta spesso scene di nudo, decisamente esplicite e più vicine al mondo degli hentai. Tra l'altro, il kanji di "HEN" è anche il primo dei due kanji che formano la parola hentai.

## Trama
Hen presenta sostanzialmente due storie intrecciate fra di loro, entrambe focalizzate sui sentimenti e sulle relazioni dei personaggi ed entrambe caratterizzate dalla presenza di un fattore comune: la scoperta della propria omosessualità latente da parte dei due protagonisti del manga, Chizuru Yoshida e Ichirō Suzuki.
Chizuru Yoshida è una normalissima ragazza che frequenta il liceo, dalla spiccata sensualità ed enorme popolarità fra gli studenti della sua età (data anche dall'estrema generosità del suo seno), che tuttavia si ritrova innamorata in maniera del tutto inattesa e non preventivata di una ragazzina appena trasferitasi con la madre da Fukuoka: l'innocente Azumi Yamada.
Di per contro, la situazione di Suzuki sembra essere lo specchio al maschile della situazione di Chizuru. Egli è infatti un ragazzo eterosessuale, piuttosto popolare fra gli studenti della sua scuola e con un nutrito gruppo di ammiratrici, che tuttavia si ritrova a sua volta innamorato di un altro ragazzo, Yūki Sato, un perfetto bishōnen, al punto da arrivare a convincersi che in realtà l'effeminato Sato sia una ragazza intrappolata in un corpo maschile. L'autore si presenta all'interno della storia come il miglior amico di Sato.

## Personaggi

Chizuru Yoshida e Azumi Yamada

Chizuru Yoshida (吉田ちずる?, Yoshida Chizuru)
Una studentessa decisamente bella e perfetta che arriva ad eccellere in tutto quello che fa: è il sogno di ogni uomo e ne è ben consapevole. Si diverte a giocare coi ragazzi facendogli fare tutto quel che vuole, come autentica Yamato Nadeshiko. Il fato ha però deciso ch'ella, che mai s'è innamorata prima d'alcuno, s'infatuasse pesantemente per la compagna Azumi: in un primo momento Chizuru si rifiuta d'ammettere perfino con se stessa di questo fatto, ma deve rapidamente rendersi conto che il suo desiderio per la ragazza cresce ogni giorno di più... vuole stare assieme ad Azumi costi quel che costi. Attualmente vive col suo "finto" fidanzato Hiroyuki in un appartamento non lontano dalla casa in cui abita Azumi; compie quotidianamente ogni sforzo per esser costantemente intorno a lei.
Azumi Yamada (山田あずみ?, Yamada Azumi)
Una semplice, innocente e quanto mai comune adolescente di liceo, la quale dopo essersi trasferita da Kyūshū in una nuova zona residenziale incontra Chizuru. In un primo momento l'amichevole Azumi cerca d'esser gentile con la nuova conoscente, ma viene duramente respinta dalla presuntuosa Chizuru. In seguito però le due riescono a legare e diventar amiche, anche se Azumi inizia a sospettar e/o temer che nella compagna possa esserci qualcosa di "strano". Azumi coltiva un desiderio e un sogno segreto nel cassetto, quello cioè di diventare sceneggiatrice, e a tal scopo cerca d'entrare nel club drammatico della scuola. Qui farà la conoscenza con un giovane produttore di film amatoriali di nome Ryuichi.
Ryuichi Kobayashi (小林龍一?, Kobayashi Ryuichi)
Uno studente da poco trasferito nella stessa scuola di Azumi e Chizuru con l'hobby del cinema, il suo tempo libero lo passa difatti tutto dietro una cinepresa. Dopo aver incontrato per la prima volta Chizuru in infermeria, cade rapidissimamente innamorato del suo bel visetto: da questo momento in poi desidererà far di lei l'attrice d'uno dei suoi film. Fa anche amicizia con Azumi quando quest'ultima prova ad entrar nel club drammatico; nel manga viene fatto vedere il suo pene di dimensioni davvero inusitate.
Sushiaki Karasawa (唐沢寿明?, Karasawa Sushiaki)
Uno dei nuovi insegnanti del liceo, s'innamora immediatamente di Chizuru non appena la vede, riconoscendola subito come una naturale modella. Cercherà d'ingannarla facendole credere di volerla scritturare per una sfilata; scoperto il trucco Chizuru si vendicherà facendosi invitare nel suo appartamento per poi prenderlo in giro e tormentarlo per tutta la notte.
Hiroyuki (ヒロユキ?)
Una giovane rockstar, che vive nella villa dei genitori utilizzando liberamente il loro denaro: si troverà ad esser l'ennesima "scappatella" di Chizuru. Tuttavia quando Azumi si trasferisce con la famiglia accanto a lui, Chizuru rapidamente lo trasforma nel suo nuovo fidanzato ufficiale. Hiroyuki si rende rapidamente conto che la ragazza ha una cotta per Azumi, ma contemporaneamente è anche convinto ch'ella lo ami sul serio; in seguito metterà in atto un piano per cercar di sedurre Azumi e portarsela a letto.
Ichiro Suzuki (鈴木一郎?, Suzuki Ichirō)
Un bel giovane alto quasi due metri e molto popolare tra le ragazze. Gli accadrà di dover baciare Chizuru davanti alle telecamere nel tentativo di celar la loro neo-omosessualità; in seguito sceglie di andar a vivere da solo in un miniappartamento.
Yuki Sato (佐藤ゆうき?, Satō Yūki)
Un ragazzo molto carino dai tratti aggraziati e gentili: Ichiro si ritrova senza quasi rendersene conto innamorato di lui, pensando in un primo tempo che si ratti di una ragazza, e da quel momento in poi non gli dà più tregua.
Hiroya Oku (奥浩哉?, Oku Hiroya)
Conserva il nome vero dell'autore della storia originale: è il miglior amico e confidente di Yuki, e solitamente si ritrova sempre al suo fianco nel ruolo di consigliere. Dopo aver veduto Ichiro e Chizuku baciarsi, pensa a questo punto che anche Azumi e Yuki potrebbero essere una bella coppia.
Saena Suzuki (鈴木早映菜?, Suzuki Saena)
Sorella minore di Ichiro. La sua caratteristica più notevole è quella d'aver dei seni molto sviluppati. Prova un grande affetto nei confronti del fratello, ma cerca di star lontano da lui per paura di cader in tentazione e lasciarsi trascinare in una relazione incestuosa con lui, a causa della sua estrema bellezza e fascino.

## Media

### Live action
Nel 1996 ne è stato prodotto un adattamento live action per la televisione suddiviso in due parti: la prima tratta la relazione fra Suzuki e Sato, interpretati da Shinsuke Aoki e Aiko Sato; tra gli altri personaggi vi è anche Erika Oda, Takashi Ito e lo stesso creatore del manga Hiroya Oku, nel ruolo di Shigaya Kazuma.
La seconda invece approfondisce la relazione fra Chizuru e Azumi, interpretate da Asami Jo e Miho Kiuchi. La distribuzione in VHS venne massicciamente censurato a causa delle scene sessuali esplicite, tuttavia nel novembre del 2006, la versione integrale è stata distribuita in 2 DVD.

### OAV
Al 1997 risale invece l'adattamento in anime, composto da due OAV, del regista Daiji Suzuki. Commercializzato originariamente negli Stati Uniti dalla Central Park Media col titolo inglese Strange Love, in Italia è arrivato nel febbraio del 1998 col titolo Hen - Bizzarro distribuito dalla Yamato Video per conto della Doki Doki Collection.
La storia prende in esame solamente la vicenda "Chizuru & Azumi" e nonostante lo stile del disegno dei personaggi fosse fedelissimo a quello del manga, rivelandosi addirittura superiore, Hiroya Oku non ha approvato questo OAV, in quanto la storia d'amore tra le due viene ridotta ad una semplice amicizia.
Come ha dichiarato Naoko Takahashi, sceneggiatore dell'OAV, questa scelta di censura è stata voluta dalla Group TAC, lo studio d'animazione dove è stato disegnato l'anime.

## Doppiaggio
- Atsuko Kichiya: Chizuru Yoshida
- Ayumi Sakurai: Azumi Yamada
- Akira Ishida: Hiroyuki
- Akemi Okazaki: Imamura
- Aruno Tahara: Tadokoro
- Ayako Miyauchi: female student
- Junichi Sugawara: teacher
- Makoto Tsumura: kid A
- Mitsuru Ogata: gym teacher
- Miyuki Ono: female teacher
- Ryoko Kinomiya: Kiriko Yamada
- Takehito Koyasu: Sushiaki Karasawa
- Toshiharu Sakurai: skater
- Yoshiko Kamei: Azumi's mother
- Yousuke Akimoto: yakuza
- Yumi Kuroda: Nakayama